# Coppa panamericana maschile di pallavolo 2024
La Coppa panamericana maschile di pallavolo 2024 si è svolta dal 14 al 21 luglio 2024 a Santo Domingo, in Repubblica Dominicana: al torneo hanno partecipato 10 squadre nazionali tra nordamericane e sudamericane e la vittoria finale è andata per la seconda volta consecutiva al Canada.

## Impianti
|                                                                             |  |  |
|                                                                             |  |  |
| Palacio del Voleibol Città: Santo Domingo Capienza: ? Anno d'apertura: 2003 |  |  |

## Regolamento

### Formula
Le squadre hanno disputato una prima fase a gironi con formula del girone all'italiana; al termine della prima fase:
- Le prime tre classificate di ciascun girone hanno avuto accesso alla fase finale per il primo posto, strutturata in quarti di finale, a cui hanno partecipato solo le terze e le seconde classificate, semifinali, finale per il quinto posto, finale per il terzo posto e finale.
- Le ultime due classificate di ciascun girone hanno avuto accesso alla fase finale per il settimo posto, strutturata in semifinali, finale per il nono posto e finale per il settimo posto in gara unica.

### Criteri di classifica
Se il risultato finale è stato di 3-0 sono stati assegnati 5 punti alla squadra vincente e 0 a quella sconfitta, se il risultato finale è stato di 3-1 sono stati assegnati 4 punti alla squadra vincente e 1 a quella sconfitta, se il risultato finale è stato di 3-2 sono stati assegnati 3 punti alla squadra vincente e 2 a quella sconfitta.
L'ordine del posizionamento in classifica è stato definito in base a:
- Numero di partite vinte;
- Punti;
- Ratio dei set vinti/persi;
- Ratio dei punti realizzati/subiti;
- Risultati degli scontri diretti.

## Squadre partecipanti
| Squadra         | Qualificazione      | Ultima partecipazione |
| --------------- | ------------------- | --------------------- |
| Canada          | Ranking NORCECA     | Messico 2023          |
| Cile            | Ranking NORCECA     | Messico 2023          |
| Colombia        | Ranking CSV         | Messico 2023          |
| Cuba            | Ranking NORCECA     | Messico 2023          |
| Guatemala       | Ranking NORCECA     | Messico 2019          |
| Messico         | Ranking NORCECA     | Messico 2023          |
| Perù            | Ranking CSV         | Messico 2023          |
| Porto Rico      | Ranking NORCECA     | Messico 2023          |
| Rep. Dominicana | Paese organizzatore | Messico 2023          |
| Stati Uniti     | Ranking NORCECA     | Messico 2023          |

## Torneo

### Fase a gironi
| Girone A    | Girone B        |
| ----------- | --------------- |
| Canada      | Colombia        |
| Cile        | Cuba            |
| Messico     | Guatemala       |
| Porto Rico  | Perù            |
| Stati Uniti | Rep. Dominicana |

#### Girone A

##### Risultati
| 14 luglio 2024 Palacio del Voleibol, Santo Domingo Durata: 3h:14 - Spettatori: 150 | Cile        | 2 - 3 | Messico    | 22-25, 23-25, 25-19, 25-15, 13-15 |
| 14 luglio 2024 Palacio del Voleibol, Santo Domingo Durata: 1h:57 - Spettatori: 350 | Stati Uniti | 3 - 1 | Porto Rico | 25-21, 25-18, 29-31, 25-18        |
| 15 luglio 2024 Palacio del Voleibol, Santo Domingo Durata: 1h:22 - Spettatori: 100 | Canada      | 3 - 0 | Porto Rico | 25-22, 25-21, 25-23               |
| 15 luglio 2024 Palacio del Voleibol, Santo Domingo Durata: 1h:40 - Spettatori: 150 | Stati Uniti | 3 - 1 | Messico    | 25-19, 23-25, 25-20, 25-18        |
| 16 luglio 2024 Palacio del Voleibol, Santo Domingo Durata: 2h:04 - Spettatori: 100 | Cile        | 3 - 1 | Porto Rico | 27-25, 28-26, 17-25, 25-22        |
| 16 luglio 2024 Palacio del Voleibol, Santo Domingo Durata: 2h:05 - Spettatori: 400 | Stati Uniti | 2 - 3 | Canada     | 25-19, 20-25, 27-25, 23-25, 9-15  |
| 17 luglio 2024 Palacio del Voleibol, Santo Domingo Durata: 1h:13 - Spettatori: 50  | Messico     | 0 - 3 | Canada     | 15-25, 19-25, 20-25               |
| 17 luglio 2024 Palacio del Voleibol, Santo Domingo Durata: 1h:08 - Spettatori: 130 | Stati Uniti | 3 - 0 | Cile       | 25-23, 25-14, 25-15               |
| 18 luglio 2024 Palacio del Voleibol, Santo Domingo Durata: 1h:15 - Spettatori: 100 | Messico     | 0 - 3 | Porto Rico | 17-25, 22-25, 16-25               |
| 18 luglio 2024 Palacio del Voleibol, Santo Domingo Durata: 1h:13 - Spettatori: 400 | Canada      | 3 - 0 | Cile       | 25-19, 25-19, 26-24               |

##### Classifica
| Pos. | Squadra     | Pt | G | V | P | SV | SP | Ratio | PF  | PS  | Ratio |
| ---- | ----------- | -- | - | - | - | -- | -- | ----- | --- | --- | ----- |
| 1    | Stati Uniti | 18 | 4 | 4 | 0 | 12 | 2  | 6,000 | 335 | 286 | 1,171 |
| 2    | Canada      | 15 | 4 | 3 | 1 | 11 | 5  | 2,200 | 381 | 331 | 1,151 |
| 3    | Porto Rico  | 7  | 4 | 1 | 3 | 5  | 9  | 0,555 | 327 | 331 | 0,987 |
| 4    | Cile        | 6  | 4 | 1 | 3 | 5  | 10 | 0,500 | 319 | 348 | 0,916 |
| 5    | Messico     | 4  | 4 | 1 | 3 | 4  | 11 | 0,363 | 290 | 356 | 0,814 |

      Qualificata alle semifinali per il primo posto.
      Qualificata ai quarti di finale per il primo posto.
      Qualificata alle semifinali per il settimo posto.

#### Girone B

##### Risultati
| 14 luglio 2024 Palacio del Voleibol, Santo Domingo Durata: 1h:14 - Spettatori: 100 | Colombia        | 3 - 0 | Guatemala | 25-18, 25-16, 25-16        |
| 14 luglio 2024 Palacio del Voleibol, Santo Domingo Durata: 2h:36 - Spettatori: 700 | Rep. Dominicana | 3 - 1 | Perù      | 25-16, 28-30, 25-18, 25-17 |
| 15 luglio 2024 Palacio del Voleibol, Santo Domingo Durata: 1h:29 - Spettatori: 100 | Cuba            | 3 - 0 | Colombia  | 25-18, 25-23, 25-21        |
| 15 luglio 2024 Palacio del Voleibol, Santo Domingo Durata: 1h:22 - Spettatori: 100 | Perù            | 3 - 0 | Guatemala | 25-18, 25-22, 25-22        |
| 16 luglio 2024 Palacio del Voleibol, Santo Domingo Durata: 1h:39 - Spettatori: 150 | Cuba            | 3 - 1 | Perù      | 16-25, 25-17, 25-17, 25-19 |
| 16 luglio 2024 Palacio del Voleibol, Santo Domingo Durata: 1h:24 - Spettatori: 600 | Rep. Dominicana | 3 - 0 | Guatemala | 25-22, 25-19, 25-22        |
| 17 luglio 2024 Palacio del Voleibol, Santo Domingo Durata: 1h:13 - Spettatori: 100 | Guatemala       | 0 - 3 | Cuba      | 11-25, 20-25, 20-25        |
| 17 luglio 2024 Palacio del Voleibol, Santo Domingo Durata: 2h:14 - Spettatori: 300 | Rep. Dominicana | 1 - 3 | Colombia  | 18-25, 26-28, 27-25, 27-29 |
| 18 luglio 2024 Palacio del Voleibol, Santo Domingo Durata: 1h:53 - Spettatori: 250 | Colombia        | 3 - 1 | Perù      | 25-20, 22-25, 25-22, 25-16 |
| 18 luglio 2024 Palacio del Voleibol, Santo Domingo Durata: 2h:51 - Spettatori: 600 | Rep. Dominicana | 1 - 3 | Cuba      | 18-25, 25-23, 23-25, 13-25 |

##### Classifica
| Pos. | Squadra         | Pt | G | V | P | SV | SP | Ratio | PF  | PS  | Ratio |
| ---- | --------------- | -- | - | - | - | -- | -- | ----- | --- | --- | ----- |
| 1    | Cuba            | 18 | 4 | 4 | 0 | 12 | 2  | 6,000 | 339 | 270 | 1,255 |
| 2    | Colombia        | 13 | 4 | 3 | 1 | 9  | 5  | 1,800 | 341 | 306 | 1,114 |
| 3    | Rep. Dominicana | 11 | 4 | 2 | 2 | 8  | 7  | 1,142 | 355 | 349 | 1,017 |
| 4    | Perù            | 8  | 4 | 1 | 3 | 6  | 9  | 0,666 | 317 | 353 | 0,898 |
| 5    | Guatemala       | 0  | 4 | 0 | 4 | 0  | 12 | 0,000 | 226 | 300 | 0,753 |

      Qualificata alle semifinali per il primo posto.
      Qualificata ai quarti di finale per il primo posto.
      Qualificata alle semifinali per il settimo posto.

### Fase finale

#### Finali 1º e 3º posto
|  | Quarti di finale | Quarti di finale | Quarti di finale |  |  | Semifinali | Semifinali  | Semifinali |             |   | Finale          | Finale     | Finale |  |
|  |                  |                  |                  |  |  |            |             |            |             |   |                 |            |        |  |
|  | 2B               | Colombia         | 0                |  |  |            |             |            |             |   |                 |            |        |  |
|  | 3A               | Porto Rico       | 3                |  |  | 1A         | Canada      | 3          |             |   |                 |            |        |  |
|  |                  |                  |                  |  |  | 3A         | Porto Rico  | 1          |             |   |                 |            |        |  |
|  |                  |                  |                  |  |  |            |             |            |             |   | 1A              | Canada     | 3      |  |
|  | 2A               | Stati Uniti      | 3                |  |  |            |             | 2A         | Stati Uniti | 1 |                 |            |        |  |
|  | 3B               | Rep. Dominicana  | 0                |  |  | 1B         | Cuba        | 2          |             |   |                 |            |        |  |
|  |                  |                  |                  |  |  | 2A         | Stati Uniti | 3          |             |   |                 |            |        |  |
|  |                  |                  |                  |  |  |            |             |            |             |   | Finale 3º posto |            |        |  |
|  |                  |                  |                  |  |  |            |             |            |             |   |                 |            |        |  |
|  |                  |                  |                  |  |  |            |             |            |             |   | 1B              | Cuba       | 1      |  |
|  |                  |                  |                  |  |  |            |             |            |             |   | 3A              | Porto Rico | 3      |  |

##### Quarti di finale
| 19 luglio 2024 Palacio del Voleibol, Santo Domingo Durata: 1h:28 - Spettatori: 200 | Colombia    | 0 - 3 | Porto Rico      | 24-26, 13-25, 20-25 |
| 19 luglio 2024 Palacio del Voleibol, Santo Domingo Durata: 1h:14 - Spettatori: 500 | Stati Uniti | 3 - 0 | Rep. Dominicana | 25-20, 25-20, 27-25 |

##### Semifinali
| 20 luglio 2024 Palacio del Voleibol, Santo Domingo Durata: 1h:54 - Spettatori: 300 | Canada | 3 - 1 | Porto Rico  | 25-16, 25-22, 23-25, 25-21        |
| 20 luglio 2024 Palacio del Voleibol, Santo Domingo Durata: 1h:40 - Spettatori: 350 | Cuba   | 2 - 3 | Stati Uniti | 15-25, 25-23, 23-25, 26-24, 11-15 |

##### Finale 5º posto
| 21 luglio 2024 Palacio del Voleibol, Santo Domingo Durata: 1h:15 - Spettatori: 100 | Colombia | 0 - 3 | Rep. Dominicana | 22-25, 19-25, 24-26 |

##### Finale 3º posto
| 21 luglio 2024 Palacio del Voleibol, Santo Domingo Durata: 1h:40 - Spettatori: 500 | Cuba | 1 - 3 | Porto Rico | 26-28, 17-25, 25-16, 22-25 |

##### Finale
| 21 luglio 2024 Palacio del Voleibol, Santo Domingo Durata: 1h:51 - Spettatori: 750 | Stati Uniti | 1 - 3 | Canada | 24-26, 24-26, 28-26, 19-25 |

#### Finali 7º e 9º posto
|  | Semifinali | Semifinali | Semifinali |         |    | Finale 7º posto | Finale 7º posto | Finale 7º posto |  |
|  |            |            |            |         |    |                 |                 |                 |  |
|  | 4A         | Cile       | 3          |         |    |                 |                 |                 |  |
|  | 4A         | Cile       | 3          |         |    |                 |                 |                 |  |
|  | 5B         | Guatemala  | 0          |         |    |                 |                 |                 |  |
|  | 5B         | Guatemala  | 0          |         | 4A | Cile            | 3               |                 |  |
|  |            |            |            |         | 4A | Cile            | 3               |                 |  |
|  |            |            | 55A        | Messico | 0  |                 |                 |                 |  |
|  | 4B         | Perù       | 55A        | Messico | 0  | 0               |                 |                 |  |
|  | 4B         | Perù       |            |         |    | 0               |                 |                 |  |
|  | 5A         | Messico    | 3          |         |    | Finale 9º posto | Finale 9º posto | Finale 9º posto |  |
|  | 5A         | Messico    | 3          |         |    |                 |                 |                 |  |
|  |            |            |            |         |    |                 |                 |                 |  |
|  |            |            |            |         |    | 5B              | Guatemala       | 1               |  |
|  |            |            |            |         |    | 5B              | Guatemala       | 1               |  |
|  |            |            |            |         |    | 4B              | Perù            | 3               |  |

##### Semifinali
| 19 luglio 2024 Palacio del Voleibol, Santo Domingo Durata: 1h:20 - Spettatori: 100 | Cile | 3 - 0 | Guatemala | 25-16, 25-20, 25-22 |
| 19 luglio 2024 Palacio del Voleibol, Santo Domingo Durata: 1h:24 - Spettatori: 130 | Perù | 0 - 3 | Messico   | 15-25, 25-27, 20-25 |

##### Finale 9º posto
| 20 luglio 2024 Palacio del Voleibol, Santo Domingo Durata: 1h:27 - Spettatori: 75 | Guatemala | 1 - 3 | Perù | 19-25, 15-25, 25-20, 23-25 |

##### Finale 7º posto
| 20 luglio 2024 Palacio del Voleibol, Santo Domingo Durata: 1h:19 - Spettatori: 150 | Cile | 3 - 0 | Messico | 25-22, 25-20, 25-18 |

## Classifica finale
| Pos     | Squadra         | Rosa |
| ------- | --------------- | --- |
| Oro     | Canada          | Formazione: 3 Elser, 10 Gyimah, 15 Young, 20 Canham, 21 Howe, 22 Heslinga, 24 Vincett, 26 Schoenherr, 39 Elgert, 44 Byam, 48 Graves, 88 Picklyk, 96 Varga, 97 Currie, CT: Hoag                        |
| Argento | Stati Uniti     | Formazione: 2 Robinson, 3 García, 4 McHenry, 6 Isaacson, 7 Pasteur, 8 Flexen, 13 Gasman, 21 Briggs, 22 McIntosh, 24 Wildman, 25 Champlin, 27 Marshman, 28 Slight, 30 Wetter, CT: Read                 |
| Bronzo  | Porto Rico      | Formazione: 1 Rivera, 2 Lawrence, 3 Hoyos, 4 Del Valle, 5 K. Rodriguez, 8 López, 9 Molina, 12 García, 15 J. Rodríguez, 16 Ellis, 17 Alomar, 21 Figueroa, 24 Cabrera, CT: Torres                       |
| 4       | Cuba            | Formazione: 1 Chirino, 4 Lawrence, 6 González, 8 Gómez, 9 Rodríguez, 10 Suárez, 12 Andreu, 15 Camino, 16 Romero, 17 Contreras, 31 Charles, 33 Wilson, CT: Izquierdo                                   |
| 5       | Rep. Dominicana | Formazione: 1 Tapia, 2 Molina, 4 Hernández, 5 Miéses, 6 Figueroa, 7 de Jesús, 8 López, 9 Almonte, 10 Torres, 12 Argelis, 13 Burgos, 15 Rosario, 18 Ortiz, 19 Cruz, CT: Gutiérrez                      |
| 6       | Colombia        | Formazione: 1 Ramos, 3 Estupiñan, 5 Ruiz, 6 Mosquera, 7 Piza, 8 Mejía, 9 Caicedo, 10 Larrahondo, 13 Ambuila, 14 Castañeda, 19 Mesa, 23 Aponzá, CT: Ortiz                                              |
| 7       | Cile            | Formazione: 1 Villarreal, 2 Ibarra, 3 Araya, 5 Parraguirre, 6 Gago, 8 S. Albornoz, 9 D. Bonacic, 10 Mardones, 11 Jadue, 15 Castillo, 16 Valenzuela, 17 Bravo, 18 K. Bonacic, 22 Fuentes, CT: Nejamkin |
| 8       | Messico         | Formazione: 3 Bravo, 5 Parra, 8 Mendoza, 9 Téllez, 10 Sanay, 11 B. López, 12 Fuentes, 13 J.S. García, 15 Patiño, 18 Toy, 23 Sánchez, 29 Martínez, 48 Hernández, CT: Schwanke                          |
| 9       | Perù            | Formazione: 1 Varias, 2 Williams, 3 La Jara, 4 Blanco, 7 Romay, 8 Jaramillo, 11 Nakamatsu, 13 Patrón, 14 Seminario, 15 Gushiken, 17 Chicoma, 18 Mendoza, 20 Bustamante, 24 Porras, CT: Gala           |
| 10      | Guatemala       | Formazione: 1 Pérez, 2 López, 3 M. González, 4 Zavala, 5 Recinos, 6 Caballeros, 7 Ruano, 8 Ralón, 9 Delgado, 10 Santa Cruz, 11 Leonardo, 15 Hernández, 16 J. González, 17 Samayoa, CT: Lucas          |

## Premi individuali
| Premio                | Nome           | Squadra         |
| --------------------- | -------------- | --------------- |
| MVP                   | Jesse Elser    | Canada          |
| Miglior realizzatore  | Gabriel García | Stati Uniti     |
| Miglior servizio      | Jesse Elser    | Canada          |
| Miglior difesa        | Enger Miéses   | Rep. Dominicana |
| Miglior ricevitore    | Mason Briggs   | Stati Uniti     |
| Miglior palleggiatore | Maxwell Elgert | Canada          |
| Miglior opposto       | Carlos Santana | Cuba            |
| Miglior schiacciatore | Dusan Bonacic  | Cile            |
| Miglior schiacciatore | Víctor Andreu  | Cuba            |
| Miglior centrale      | Daniel Aponzá  | Colombia        |
| Miglior centrale      | Jackson Howe   | Canada          |
| Miglior libero        | Enger Miéses   | Rep. Dominicana |